# Bader Ben Hirsi
Al-Bader Ben Yahya al-Hirsi, conocido como Bader Ben Hirsi, (en árabe: بدر بن هرسي‎, nacido en 1968) es un director de cine y dramaturgo británico nacionalizado yemení.

## Biografía

### Primeros años y educación
El padre de Hirsi, Yahya al-Hirsi al-Ban, nació en la ciudad yemení de Lahij. Al-Ban emigró al Reino Unido en la década de 1960 y allí nació y se crio Bader Ben Hirsi junto con seis hermanos y siete hermanas. Hirsi obtuvo un título en negocios en la Universidad de Buckingham y trabajó en Londres durante varios años en el mundo de las finanzas. Sin embargo, decidió seguir su verdadera pasión y empezó a estudiar artes dramáticas, obteniendo un título en producción teatral del Colegio Goldsmiths en la Universidad de Londres. Tres de sus obras, A Boring Affair, Claptrap y On the Side of the Angels, fueron presentadas en el Festival Edinburgh Fringe en Edimburgo, Escocia.
Una de sus hermanas se convirtió en la tercera esposa del príncipe Muhammad al-Badr.

### Carrera profesional
En 1995, Hirsi visitó Yemen por primera vez, y en 1996 se casó con una mujer yemení. En 1998 tuvo su primera hija, Thea, y dos años después tuvo otra niña, Lana. En 2004 nació su tercer hijo, Xane, un varón. En el año 2000, Hirsi publicó el documental The English Sheikh and the Yemeni Gentleman, dirigido y producido con la ayuda del expatriado británicos Tim Mackintosh-Smith.
En 2005 estrenó el largometraje A New Day in Old Sana'a (una película dramática filmada en su totalidad en Saná, la capital de Yemen), el cual se convirtió en el primer largometraje rodado completamente en Yemen y en la primera película de ese país en ser exhibida en el prestigioso Festival Internacional de Cine de Cannes. El mismo Hirsi apareció en la cinta a modo de cameo interpretando a un genio al final de la película. Meses después, A New Day in Old Sana'a ganó el premio a la mejor película árabe en el Festival Internacional de Cine de El Cairo, en el que el ministro de cultura egipcio le entregó un reconocimiento al director por "su rol en la promoción del cine en el mundo árabe".